# Наукоємність
Наукоємність — показник, що характеризує ступінь наукової забезпеченості і використання у виробничих процесах, підприємницькій та іншій діяльності науково-дослідних, проектно-конструкторських, інжинірингових розробок і винаходів.
Наукоємність кількісно визначається як питома вага витрат, вкладених у науково-технічні проекти чи інші розробки в ціні продукції (сумі послуг).
Дотичні терміни:
- Наукоємний — пов'язаний зі значними науковими дослідженнями, який вимагає серйозних наукових розробок. Напр.: наукоємне обладнання, наукоємна продукція, наукоємна галузь.

- Синонім: наукомісткий.